# Lindigepalpus townsendi
Lindigepalpus townsendi är en tvåvingeart som beskrevs av Guimaraes 1971. Lindigepalpus townsendi ingår i släktet Lindigepalpus och familjen parasitflugor.
Artens utbredningsområde är Colombia. Inga underarter finns listade i Catalogue of Life.